# Hendrik Anthonie Almoes

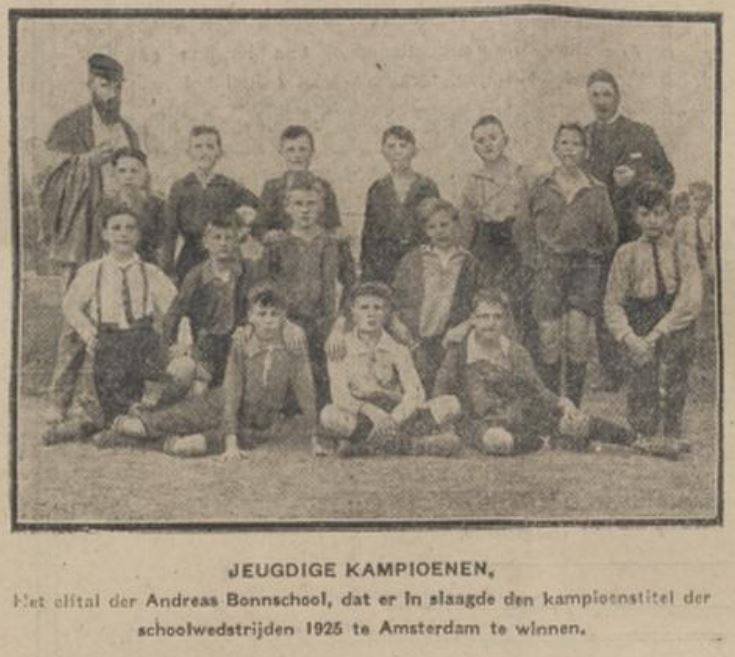
Foto op de Andreas Bonschool (1925); mogelijk is Almoes een van de volwassenen links of rechts op deze foto.

Hendrik Anthonie Almoes (Ten Boer, 20 februari 1883 - Zwolle, 4 juni 1965) was een Nederlands verzamelaar, onderwijzer en schoolhoofd.

## Leven en werk
Almoes was een zoon van rijksveldwachter Johannes Almoes en Geertruida Klunder. Hij begon zijn loopbaan als onderwijzer in Appingedam en Hilversum en was daarna Hoofd der School in Amsterdam, achtereenvolgens aan de Andreas Bonnschool (1923), de Sarphatischool, en de Ambonschool (1934), waarna hij zijn carrière afsloot aan de Wagenaarschool.
Sinterklaasliedjes
Hij kreeg bekendheid door zijn verzameling bekende Sinterklaasliedjes: Vroolijk St. Nicolaas-feest, verz. door Almoes (192x). Zijn verzameling is vaak de oudste vindplaats voor deze liedjes. Hij wordt genoemd als Sinterklaasauteur naast bijvoorbeeld Henriëtte Dietz, Katharina Leopold, Suze Maathuis-Ilcken en Simon Abramsz.
Andere Sinterklaasliedjes in zijn verzameling zijn:
- Wie woont er in het warme Spanje
- Wie is het? (Hoog aan de mast waait de Spaanse vlag)
- We staan hier bij de schoorsteen
- Span nu slingers door 't lokaal Sinterklaas is jarig.
- Sint komt op school (Als Sint Niklaasje terug komt in 't land)
- O lieve Sinterklaasje
- Moeder, vertel me eens is het heus waar Dat Sinterklaasje terug komt dit jaar?
- Hoor ik daar geen paardenvoetjes Trippeltrappel o zo zoetjes
- Dag Sinterklaas, dag Zwarte Piet Als u hier komt dan juichen wij Dan zingen wij een vrolijk lied

### Nationaal-Socialistische Beweging
In de jaren 1940 sloot Almoes zich aan bij de Nationaal-Socialistische Beweging (NSB). Daarin werd hij actief door boekrecensies te schrijven in het NSB-vormingsblad Ontwakend Volk en het tijdschrift van het nationaalsocialistische Opvoedingsgilde. Hij was onder andere lovend over het boek Beknopte Rassenkunde der Germaansche Volkeren van F.K. Günther en De Geschiedenis van het Noordras van de vormingsleider der Germaansche SS J.C. Nachenius. In het tijdschrift De Stormmeeuw van de Nationale Jeugdstorm publiceerde hij enkele artikelen over biologie. Ook maakte hij propaganda voor de nazi-vakbond 'Het Nederlandsch Arbeidsfront'.
- Nederlandse Thesaurus van Auteursnamen: 072243449
- Virtual International Authority File: 292085061